# Зелена храстова усойница
Зелените храстови усойници (Atheris squamigera) са вид влечуги от семейство Отровници (Viperidae).
Срещат се в екваториалните гори на Централна Африка.
Таксонът е описан за пръв път от американския зоолог Едуард Хелоуел през 1856 година.